# Vivian Inés Urdaneta Rincón
Vivian Inés Urdaneta Rincón (Maracaibo, 8 giugno 1979) è una modella e reginetta di bellezza venezuelana.
Ha rappresentato il Venezuela al concorso Miss International per l'anno 2000, vincendo il titolo su altre 57 concorrenti da tutto il mondo. Il concorso ebbe luogo il 4 ottobre, allo Koseinenkin Kaikan Hall di Tokyo.
La sua statura è di 175 cm. Attualmente è giornalista, divorziata, madre di un bambino e risiede in Maracaibo (Venezuela).